# Amthor
Amthor ist ein deutscher Familienname. 

## Herkunft, Bedeutung und Verbreitung
Der Name ist ein Wohnstättenname und bezeichnete ursprünglich jemanden, der in der Nähe eines Stadttors wohnte. Der Name Amthor ist im ostfränkischen Dialektgebiet, insbesondere im Grenzgebiet von Thüringen, Hessen und Franken verbreitet, was auf einen Ursprung im zur historischen Region Franken gehörenden Henneberger Land schließen lässt.

## Namensträger
- Artur Amthor (1933–2021), deutscher Autor und Leiter des Bezirksamtes für Nationale Sicherheit im Range eines Obersts
- August Amthor (1845–1916), deutscher Mathematiker, Astronom und Gymnasiallehrer
- Christoph Heinrich Amthor (1677–1721), deutscher Lyriker und Übersetzer des Barocks
- Eduard Gottlieb Amthor (1820–1884), deutscher Buchhändler und Schuldirektor
- Ehrenfried Amthor (1638–1696), höherer Verwaltungsbeamter im dänischen Heer
- Friderich Ehrenfried Amthor (1683–1741), dänischer General
- Joachim Ulrich Amthor (1631–1694), gräflich-stolbergischer Hofrat, Kanzler und Direktor des Konsistoriums in Stolberg
- Johann Heinrich Amthor (1675–1746), kursächsischer Amtmann
- Hilke Amthor (1934–2016), Vorsitzende Richterin am Oberlandesgericht Frankfurt am Main
- Marianne Amthor, deutsche Mode- und Werbegrafikerin (1898–nach 1938)
- Philipp Amthor (* 1992), deutscher Politiker (CDU) und Parlamentarischer Staatssekretär
- Stig Amthor (* 1970), deutscher Autorennfahrer
- Uwe Amthor (* 1945), deutscher Politiker (SPD)